# Comte palatin
Pour les articles homonymes, voir Comte du palais, Palatin et Palatinat.
Le comte palatin (du latin palatinus « au palais », cf. paladin ; en allemand : Pfalzgraf) était à l'origine un titre de haut fonctionnaire à la cour de l'Empire carolingien assumant des tâches administratives et juridictionnelles. Le palatinat correspond aux palais impériaux et aux domaines associés qui leur ont été assignés.
Au cours du développement des duchés ethniques dans la Francie orientale, les comtes palatins en Bavière, Lotharingie, Saxe et Souabe se virent accorder des droits étendus en ce qui concerne la cohésion de la royauté et le contrôle de la soif de domination des ducs. Plus tard, à l'ère du Saint-Empire romain, les possessions des comtes palatins furent intégrées dans les duchés ; le plus puissant d'entre eux, le comte palatin du Rhin, fut élevé au rang de prince du Saint-Empire et de facto assimilé aux ducs.

## Historique
L'origine de ce titre vient des comtes du palais qui habitaient dans des palais impériaux établis par les empereurs carolingiens et les empereurs du Saint-Empire romain germanique dans chaque duché de leur empire, pour y représenter l'autorité impériale. Chaque duc doit donc composer avec un comte palatin représentant l'empereur ou le roi.
De tous ces comtes palatins, deux seulement se maintinrent puissants :
- les comtes palatins de Bourgogne, dont le domaine devint la Franche-Comté ;
- les comtes palatins de Lotharingie (grande Lorraine) devenus les comtes palatins du Rhin, dont le domaine devint le Palatinat du Rhin.

Dans les États du pape en France (le Comtat Venaissin, capitale : Carpentras, et la ville d'Avignon, deux États à l'administration séparée pendant 450 ans environ), ce titre pontifical était donné par les papes (les papes comme souverains temporels anoblissaient régulièrement des personnes ou des familles au sein de leurs États). Ces titres (Comes palatinus lateranus [de son appellation correcte Comes sacri Lateranensis palatii] signifiant littéralement "comte du Sacré Palais de Latran" ou pour ses récipiendaires « comte du palais apostolique et de la cour du Latran ») ont commencé à être accordés par le souverain pontife au 16e siècle, de manière honorifique et sans aucun pouvoir, et furent peu conférés à partir du 18e siècle.
La noblesse du XIXe siècle et postérieure est « romaine » (« comtes romains ») au lieu d’être « pontificale », quoique le deuxième terme semble avoir largement débordé sur le premier parmi les familles connues des États du pape : les Berton de Balbes, duc de Crillon (et en France duc de Mahon), les d'Ancezune, duc de Caderousse, les Gaudemaris, les Seguins (diverses branches), etc.
Au XIXe siècle, ce titre devenu rare pouvait encore être attribué par le pape : ainsi, le Premier ministre du Québec Honoré Mercier en reçut l'honneur du pape Léon XIII.

## Comtes palatins

### Duché de Bavière
- 938 - 954 : Arnulf II
- 954 - 976 : Berchtold Ier
- 1099 - 1122 : Othon II de Wittelsbach
- 1156 - 1180 : Othon III de Wittelsbach, nommé duc de Bavière en 1180
- 1189 - 1208 : Othon VIII de Wittelsbach

### Duché de Lorraine
- 915 - 922 : Wigéric de Bidgau
- 923 - 949 : Godefroid de Juliers
- 989 - 996 : Hermann Ier
- 1015 - 1034 : Ezzo
- 1035 - 1045 : Otton
- 1045 - 1060 : Henri Ier
- 1064 - 1085 : Hermann II

### Duché de Saxe
- 1042 - 1043 : Guillaume de Weimar
- 1056 - 1088 : Frédéric II de Goseck
- 1128 - 1130 : Hermann II de Winzenbourg
- 1180 - 1181 : Louis III de Thuringe
- 1181 - 1217 : Hermann Ier de Thuringe
- 1217 - 1227 : Louis IV de Thuringe
- 1241 - 1247 : Henri le Raspon
- 1247 - 1265 : Henri III de Misnie
- 1265 - 1280 : Albert II le Dégénéré
- 1280 - 1291 : Frédéric Ier le Mordu

En 1291, le roi Rodolphe Ier de Habsbourg a décerné le titre au duc Henri Ier de Brunswick-Lunebourg et ses successeurs.

### Duché de Souabe
- 915 - 917 : Erchanger Ier, duc de Souabe

En 1146, le comté palatin de Souabe passe aux comtes palatins de Tübingen.